# توماس إيان نيكولاس
توماس إيان نيكولاس (بالإنجليزية: Thomas Ian Nicholas)‏ ممثل أمريكي من مواليد 10 يوليو 1980.

## مواقع خارجية
- توماس إيان نيكولاس على موقع IMDb (الإنجليزية)
- توماس إيان نيكولاس على موقع ميتاكريتيك (الإنجليزية)
- توماس إيان نيكولاس على موقع روتن توميتوز (الإنجليزية)
- توماس إيان نيكولاس على موقع قاعدة بيانات الأفلام العربية
- توماس إيان نيكولاس على موقع ألو سيني (الفرنسية)
- توماس إيان نيكولاس على موقع ميوزك برينز (الإنجليزية)
- توماس إيان نيكولاس على موقع أول موفي (الإنجليزية)
- توماس إيان نيكولاس على موقع قاعدة بيانات الأفلام السويدية (السويدية)
- توماس إيان نيكولاس على موقع إن إن دي بي (الإنجليزية)
- توماس إيان نيكولاس على موقع قاعدة بيانات الفيلم (الإنجليزية)